# Abutilon pitcairnense
Abutilon pitcairnense (лат.) — многолетнее растение, вид рода Канатник (Abutilon) семейства Мальвовые (Malvaceae), произраставшее на острове Питкэрн. Когда-то оно считалось вымершим, пока в 2003 году на острове не было обнаружено одно растение, после чего черенки и семена использовались для размножения нескольких растений в питомнике на острове и ботанических садах в Ирландии и Англии. Последнее выжившее дикое растение погибло в результате оползня в 2005 году, в результате чего растение вымерло в дикой природе.

## Ботаническое описание
Abutilon pitcairnense — раскидистый кустарник высотой около 1 м с покачивающимися колоколообразными жёлтыми цветками с лепестками длиной 3 см. Чередующиеся листья имеют размер 13 см на 9 см. Растение произрастает на неустойчивых склонах, цветёт с июля по август.

A. pitcairnense в Национальном ботаническом саду Ирландии
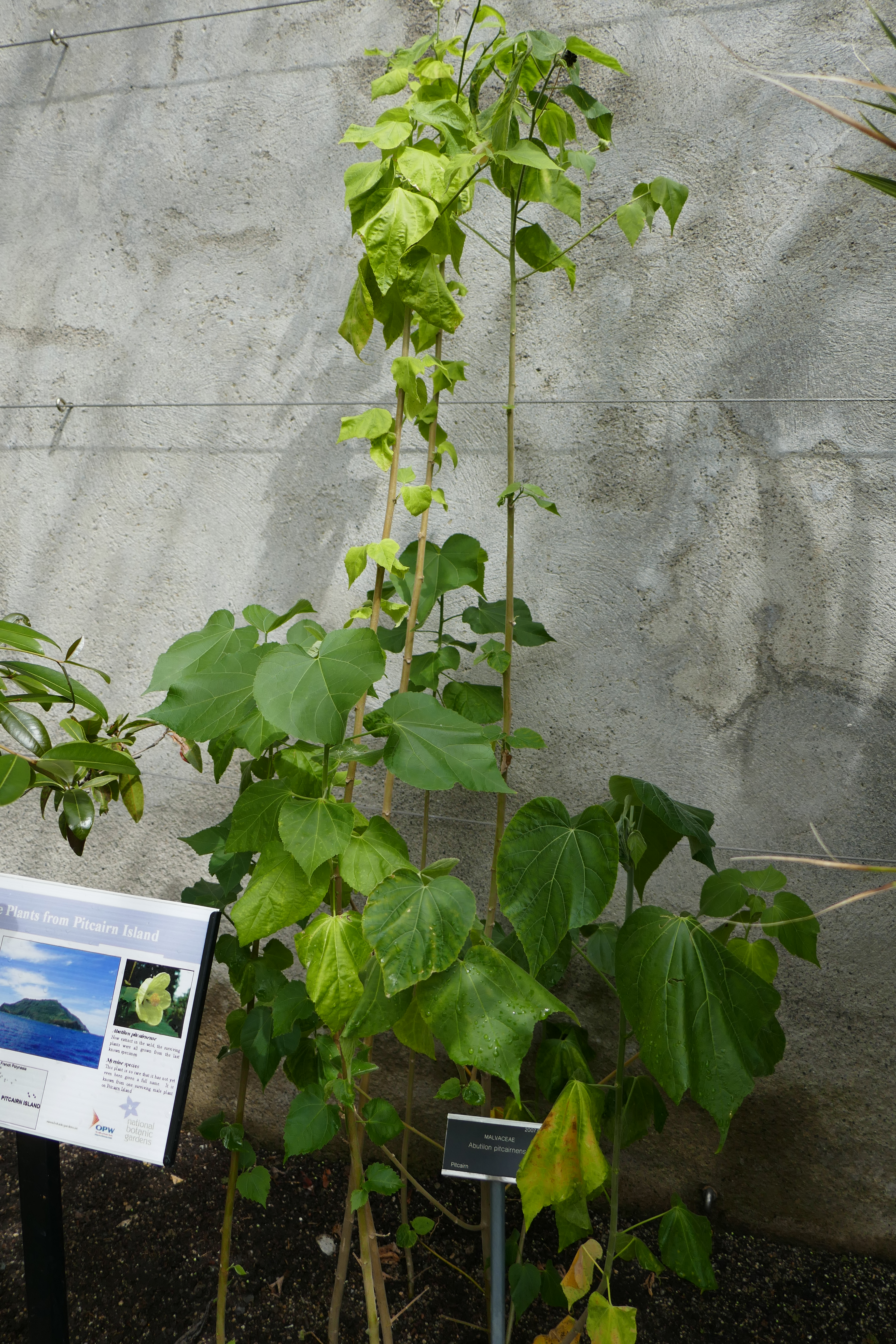
Общий вид
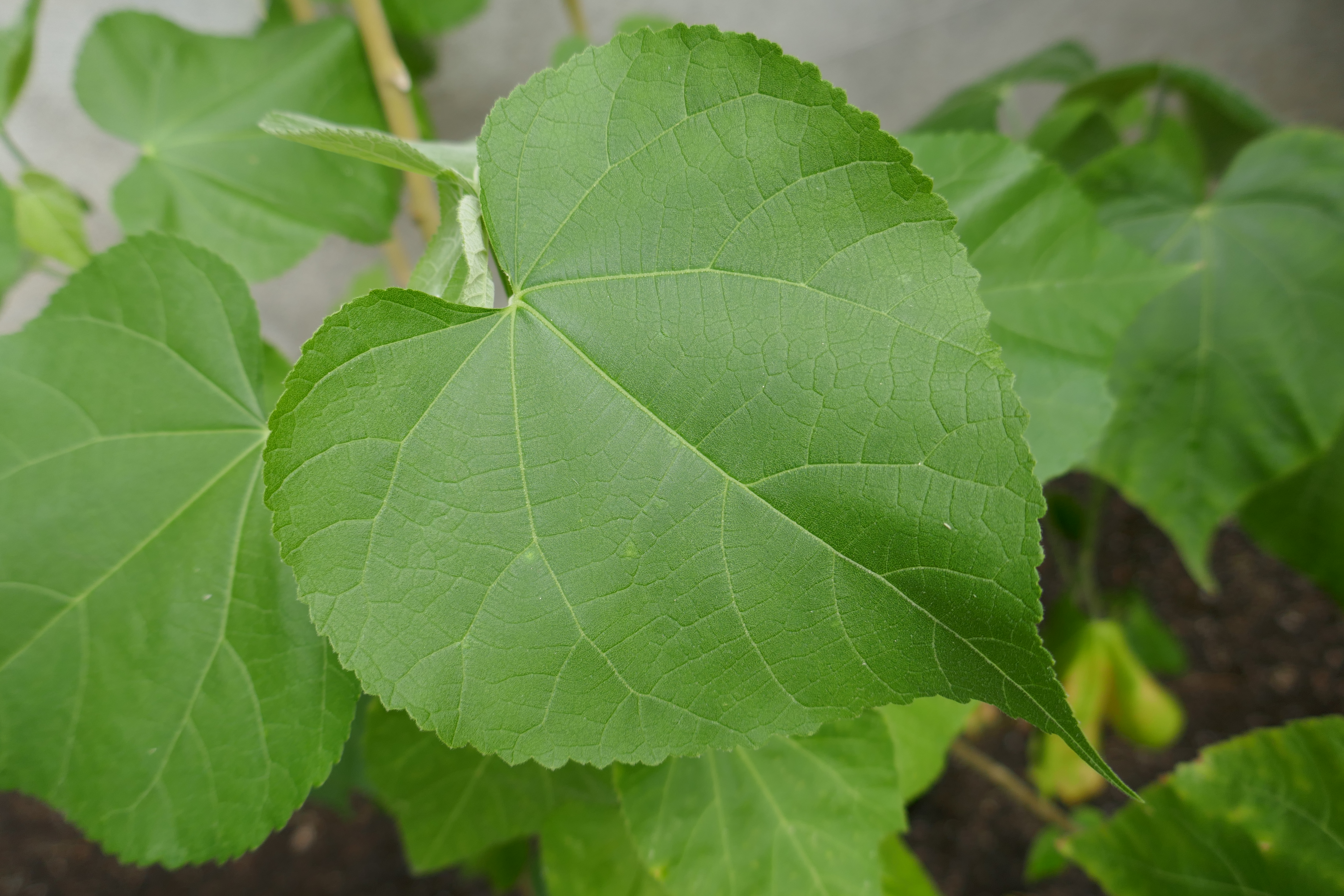
Листья

## Таксономия
Вид был открыт в 1934 году двумя американскими ботаниками, Харольдом Сент-Джоном и Фрэнсисом Раймондом Фосбергом и описан последним. Видовое название — по острову, где растение было найдено.

## Местообитание и сохранение
Растение произрастает на небольшом удалённом острове Питкэрн размером 3 на 2 км между Новой Зеландией и Южной Америкой, который в основном известен тем, что был заселён мятежниками с HMS Bounty. После того, как в течение двадцати лет растение считалось вымершим, в 2003 году в естественных лесах Homalium taypau и Metrosideros collina было обнаружено одно-единственное растение. Материал для его размножения был направлен в ботанический сад Тринити-колледжа в Дублине. В 2005 году оползень погубил единственное известное дикое растение, в результате чего оно считается исчезнувшим в дикой природе. Черенки из коллекции Тринити-колледжа были предоставлены Национальному ботаническому саду Ирландии в Гласневине в 2007 году, а затем Королевскому ботаническому саду в Кью.
Лесу, в котором произрастало это растение, угрожают инвазивные виды, при этом деревья Homalium taypau конкурируют с Syzygium jambos и Lantana camara. Химический контроль над инвазивными растениями, наряду с реинтродукцией аборигенных видов, имел некоторый успех. С 2011 года есть планы попытаться вернуть Abutilon pitcairnense на остров. Есть также планы по более тщательному поиску уцелевших местных растений на острове в течение июля и августа, сезона цветения Abutilon pitcairnense.

## Охранный статус
Международный союз охраны природы классифицирует природоохранный статус вида как «исчезнувший в дикой природе».